# Joseph Heeg
Joseph Heeg (* 10. Juli 1881 in Hösbach; † 22. August 1916 an der Somme) war ein deutscher Klassischer Philologe und Bibliothekar.

## Leben
Joseph Heeg besuchte das Gymnasium zu Aschaffenburg und studierte ab 1900 Klassische Philologie und Alte Geschichte an der Universität Würzburg. Das Wintersemester 1902/1903 und das Sommersemester 1903 verbrachte er an der Universität München. Nach dem Staatsexamen im Herbst 1904 arbeitete er als Praktikant an der Königlichen Hof- und Staatsbibliothek München.
Am 28. April 1906 absolvierte Heeg das Rigorosum an der Universität München. Seine Doktorarbeit war seinen Würzburger Lehrern Franz Boll, Martin von Schanz und Ulrich Wilcken gewidmet. Er arbeitete auch weiterhin an der Staatsbibliothek, wo er am 1. September 1908 zum Assistenten und am 1. Januar 1909 zum Kustos ernannt wurde.
Neben seiner Arbeit in der Staatsbibliothek war Heeg wissenschaftlich tätig. Er verfasste Aufsätze über antike Astronomie, Astrologie und Medizingeschichte. Als anerkannter Spezialist wurde er von Hermann Diels als Mitarbeiter zum Corpus Medicorum Graecorum/Latinorum hinzugezogen. Gemeinsam mit Diels und Johannes Mewaldt gab Heeg den Band Galeni In Hippocratis Prorrheticum I, De comate secundum Hippocratem, In Hippocratis Prognosticum (Leipzig 1915) heraus.
Zusammen mit Franz Cumont, Franz Boll und Wilhelm Kroll war er Herausgeber von Band 5 (Codices Romani, 4 Teilbände, 1904–1940) des Catalogus Codicum Astrologorum Graecorum, eines Katalogs altgriechischer astrologischer Schriften.
Nach Ausbruch des Ersten Weltkriegs wurde Heeg am 30. März 1915 zum Kriegsdienst einberufen. Er diente zunächst beim 16. Infanterieregiment in Passau, dann ab Anfang Juli beim 2. Bayerischen Reserve-Infanterieregiment in München. Nach einem Offiziersaspirantenkurs im August und September kehrte er zu seinem Münchner Regiment zurück. Am 3. März 1916 wurde er an die Front versetzt. Bis Anfang August 1916 war er in Arras stationiert und wurde dann an die Somme versetzt, wo er am 22. August 1916 bei einem Patrouillengang fiel.